# Campionato austriaco di calcio a 5 2007-2008
Il Campionato austriaco di calcio a 5 2007-2008 è stato il sesto campionato di calcio a 5 dell'Austria, disputato nella stagione 2007/2008, la competizione ha avuto come denominazione ufficiale Murexin Futsal Bundesliga e si è svolta da novembre 2007.
Il campionato ha visto trionfare la compagine del 1.FC Futsal Graz davanti al Murexin e al Polonia Vienna. Solo quarti i campioni uscenti della Stella Rossa, poi vincitori della coppa nazionale.

## Classifica finale
| Pos | Squadra                  | Pti | G | V | N | P | GF | GS |
| --- | ------------------------ | --- | - | - | - | - | -- | -- |
| 1   | Graz                     | 22  | 9 | 7 | 1 | 1 | 54 | 22 |
| 2   | Murexin All Stars        | 20  | 9 | 6 | 2 | 1 | 55 | 17 |
| 3   | Polonia Vienna           | 19  | 9 | 6 | 1 | 2 | 52 | 42 |
| 4   | Stella Rossa Tipp 3 Wien | 18  | 9 | 5 | 3 | 1 | 52 | 26 |
| 5   | Futsal Saalfelden        | 16  | 9 | 5 | 1 | 3 | 34 | 31 |
| 6   | Club Leoben 06           | 12  | 9 | 4 | 0 | 5 | 38 | 35 |
| 7   | Brasil Dornbirn          | 11  | 9 | 3 | 2 | 4 | 39 | 37 |
| 8   | 1. FC Futsal Innsbruck   | 6   | 9 | 2 | 0 | 7 | 41 | 61 |
| 9   | AT&S Techmo Fohnsdorf    | 3   | 9 | 1 | 0 | 8 | 19 | 56 |
| 10  | TSV Eiche Neumarkt       | 3   | 9 | 1 | 0 | 8 | 16 | 73 |